# Trachylepis vato
Trachylepis vato este o specie de șopârle din genul Trachylepis, familia Scincidae, descrisă de Ronald Archie Nussbaum și Raxworthy 1994. A fost clasificată de IUCN ca specie cu risc scăzut.
Este endemică în Madagascar. Conform Catalogue of Life specia Trachylepis vato nu are subspecii cunoscute.

## Galerie

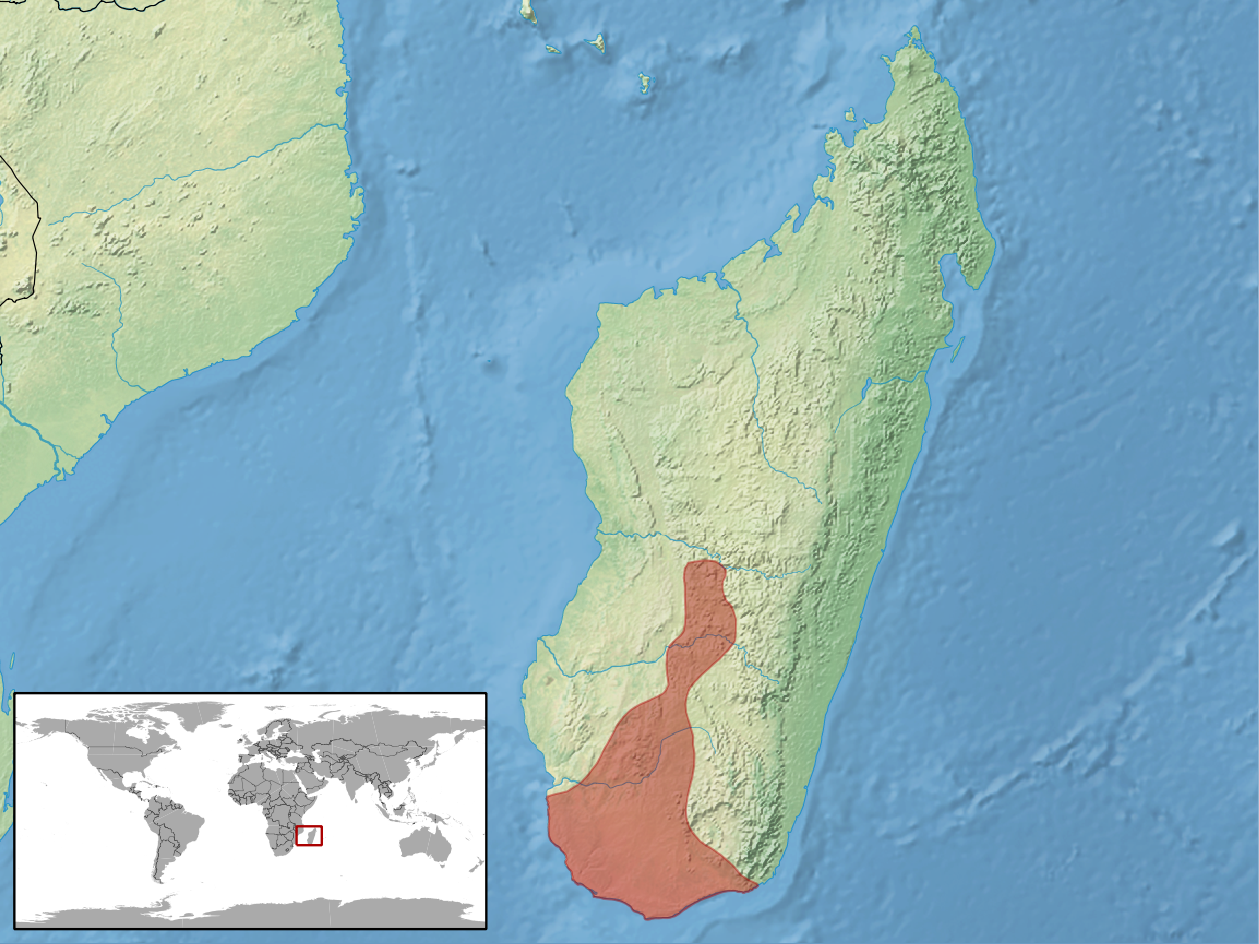